# Waco CG-3
«Вако» CG-3 (англ. Waco CG-3) — американський військово-транспортний планер часів Другої світової війни.

## Зміст
Військовий планер Waco CG-3 розроблявся як легкий транспортний планер для доставляння на поле бою до 7 озброєних десантників. Роботи над планером розпочалися в 1941 році. Перший прототип планера був готовий у грудні 1941 року, а 26 січня 1942 року відбувся його перший політ.
Планер CG-3A міг перевозити 7 десантників при максимальній швидкості буксирування до 193 км/год. Спочатку Повітряні сили армії США замовили компанії Commonwealth Aircraft 300 зразків, але в 1942 році замовлення скоротили до 100 штук. Причиною відмови від серійного виробництва основної партії послужили об'єктивні причини — мала місткість і незручність у вивантаженні десантників. Усі побудовані CG-3A були передані в навчальні школи, а їх місце на передовій зайняли більш місткі CG-4.